# Xylocopa caerulea
Xylocopa caerulea är en biart som först beskrevs av Johan Christian Fabricius 1804. Den ingår i släktet snickarbin och familjen långtungebin. Inga underarter finns listade i Catalogue of Life.

## Beskrivning
Xylocopa caerulea är ett mycket stort bi, som kan nå en längd av 28 mm. Det har en svart grundfärg, men honan har tjock, klarblå behåring på mellankroppen och början av bakkroppen. Hanen är anspråkslösare, med brun till grönaktig behåring.

## Utbredning
Arten finns över stora delar av Sydasien från Indien, över Sydöstasien till södra Kina.

## Ekologi
Arten är inte eusocial – den bildar inga samhällen med olika kaster (som drottningar, hanar och arbetare), men det förekommer att flera honor hjälps åt att bygga ett bo. Som hos alla snickarbin gnags boet ut i trädgrenar. Varje bo har celler, var och en innehållande ett ägg (senare en larv), samt en klump bibröd, vilket är en blandning av pollen och nektar, som agerar näring åt larven.